# 大いなる野望
『大いなる野望 』（The Carpetbaggers）は、エドワード・ドミトリクが監督した1964年のアメリカ合衆国の映画である。ハワード・ヒューズを大まかなモデルとした、ハロルド・ロビンズのベストセラー小説『大いなる野望』に基づいて制作された。ジョナス・コード・ジュニア役でジョージ・ペパードが主演し、アラン・ラッドが西部のガンスリンガーで、後に俳優になったネバダ・スミスとして出演した。アラン・ラッドはこの映画が最後の出演作となった。
この映画は1960年代のセクシャル革命としての画期的な作品となった。小説で度々描写されていたように、映画にも男女間の包含や当てこすり、そしてサディズムが含まれていて、当時の他の映画よりも進歩的であった。
フィルムは35mmパナビジョン("Panavision")で撮影されて、1964年4月に公開されたが、70mm("Panavision 70")に拡大されて上映されたシアターがあった。2年後の1966年に、『ネバダ・スミス』が公開されて、スティーブ・マックイーンが主演した。この映画に登場した、アラン・ラッドが演じたキャラクターの過去を描いた作品であった。

## キャスト
| 役名                     | 俳優                     | 日本語吹替                                   |
| 役名                     | 俳優                     | 東京12ch版                                   |
| ------------------------ | ------------------------ | -------------------------------------------- |
| ジョナス・コード         | ジョージ・ペパード       | 伊武雅之                                     |
| ネバダ・スミス           | アラン・ラッド           | 仁内達之                                     |
| リナ                     | キャロル・ベイカー       | 鈴木弘子                                     |
| ダン・ピアース           | ボブ・カミングス         | 青野武                                       |
| ジェニー・デントン       | マーサ・ハイヤー         |                                              |
| モニカ・ウィンスロップ   | エリザベス・アシュレイ   |                                              |
| マカリスター             | リュー・エアーズ         |                                              |
| バーナード・B・ノーマン  | マーティン・バルサム     | 吉沢久嘉                                     |
| バズ・ドールトン         | ラルフ・テージャー       |                                              |
| ジェディダイアー         | アーチー・ムーア         |                                              |
| ジョナス・コード・Sr     | リーフ・エリクソン       |                                              |
| モリッシー               | アーサー・フランツ       |                                              |
| エイモス・ウィンスロップ | トム・テューリー         |                                              |
| 娼婦                     | オードリー・トッター     |                                              |
| モローニ                 | アンソニー・ワード       |                                              |
| ユージーン・デンビー     | チャールズ・レイン       |                                              |
| デイヴィッド・ウルフ     | トム・ローウェル         |                                              |
| エド・エリス             | ジョン・コンテ           |                                              |
| ドクター                 | ヴォーン・テイラー       |                                              |
| シンシア・ランドール     | フランチェスカ・ベリーニ |                                              |
| ジョー・アン             | ヴィクトリア・ジーン     |                                              |
| 不明 その他              | N/A                      | 村松康雄 加藤正之 国坂伸 若本紀昭 鈴木れい子 |
| 日本語スタッフ           |                          |                                              |
| 演出                     |                          |                                              |
| 翻訳                     |                          |                                              |
| 効果                     |                          |                                              |
| 調整                     |                          |                                              |
| 制作                     | 制作                     | 東北新社                                     |
| 解説                     | 解説                     | 南俊子                                       |
| 初回放送                 | 初回放送                 | 1976年2月26日 『木曜洋画劇場』               |

## 参照
1. ↑  Sova, Dawn B. (1 January 2006). Literature Suppressed on Sexual Grounds. Infobase Publishing. p. 39. ISBN 978-0-8160-7149-4